# 朱文進
朱 文進（しゅ ぶんしん）は、十国閩の第6代君主。

## 生涯
福州永泰県の出身。太祖王審知の近衛軍である拱宸都の責任者であった。王審知の近衛軍としては他に控鶴都が存在したが、康宗が即位すると、自身の近衛軍として宸衛都が設立され、既存の拱宸都及び控鶴都は冷遇されるようになりその不満が高まった。
通文4年（939年）、北宮が火災で焼失すると控鶴都の連重遇が軍を派遣して焼け跡を整理していたが、その際に康宗より放火の嫌疑がかけられると反乱を起こした。朱文進も反乱に同調し、康宗を殺害し、王延羲を皇帝に擁立した。政変後、朱文進は拱宸都指揮使に任命された。
朱文進及び連重遇が康宗を殺害したのち、2人は自身を殺害する勢力に怯え、また景宗王延羲の暴虐な性格に鑑み、両者は永隆6年（944年）に景宗を刺殺、朱文進は連重遇に推挙される形式で閩主となり、国内の王姓皇族50余名を殺害、宮女を追放するとともに造営事業を停止するなど景宗に相反する政策を実行し人心の掌握に努めた。
まもなく朱文進は帝号を取り消し、後晋に臣下の礼を執り、威武軍節度使に任命された。後晋の開運元年（944年）12月15日には石重貴より正式に閩国王に冊封された。
しかしこの時点で留従效・陳洪進・王延政の軍勢に圧迫されるようになり、部下が次々と離反、開運元年閏12月29日（945年2月14日）、朱文進は連重遇とともに林仁翰により殺害された。